# Mario Barbará
Mário Barbará (São Borja, 22 de outubro de 1954 - Porto Alegre, 2 de maio de 2018) foi um poeta, cantor e compositor brasileiro. Sua música de maior sucesso foi "Desgarrados", escrita junto com Sérgio Napp, vencedora da 11ª Califórnia da Canção Nativa de 1981, em Uruguaiana.
Outras canções memoráveis de Barbará são "Roda Canto", "Campesina", "Era Uma Vez", "Colorada", "Querência Maior", "Portas do Sonho", "Mala de Garupa", "Onde o cantor expõe as razões do seu canto", "Retirante", "Laços", "Se eu me chamasse Lourenço", "Velhas brancas", "Xote da Amizade", "Xote da ponte", "Xotes do sul", "Amanhã será setembro", "Canto de clã", "Gaúcho bronze", "Inverno", "Numa estação", "Quando eu fui embora", "Couro cru" e "Na Rodilha do Laço". Morreu em 2 de maio de 2018, aos 63 anos, no Hospital da Santa Casa de Porto Alegre, em decorrência de um câncer, deixa a única filha do casamento com a falecida esposa Cláudia de Andrade Dornelles e o filho Carlos Eduardo fruto de um relacionamento anterior e três netos.Deixa a viúva Jaqueline Mielke Silva, com a qual conviveu até a sua morte.

## Prêmios e indicações

### Prêmio Açorianos
| Ano  | Categoria                     | Indicação                           | Resultado |
| ---- | ----------------------------- | ----------------------------------- | --------- |
| 2017 | Compositor de Música Regional | Mário Barbará                       | Venceu    |
| 2017 | Disco de Música Regional      | Desgarrados (com Chico Saratt)      | Indicado  |
| 2017 | DVD do Ano                    | Desgarrados (com Chico Saratt)      | Indicado  |
| 2022 | Compositor de MPB             | Mário Barbará (por Xote da Amizade) | Indicado  |